# Наднові типу II

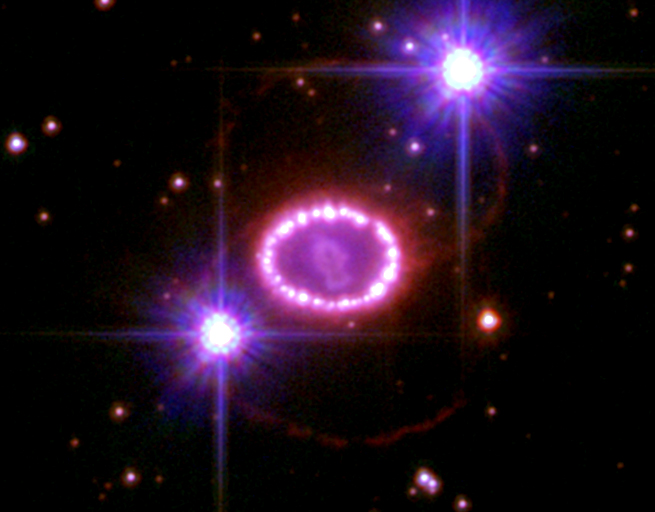
Залишок SN 1987A, наднової типу II-P у Великій Магеллановій Хмарі.

Наднові типу II утворюються в результаті швидкого колапсу ядра та різкого подальшого вибуху масивної зорі масою не менше 8 і не більше 40-50 мас Сонця (M☉) . Цей тип вирізняють від інших типів наднових за наявністю водню у її спектрі. Наднові типу II переважно спостерігаються в місцях активного зореутворення, багатих на молоді масивні зорі - спіральних рукавах галактик та зонах H II, - але не в еліптичних галактиках, які здебільшого складаються зі старих маломасивних зір.
Зорі генерують енергію завдяки ядерному синтезу елементів. На відміну від Сонця, масивні зорі мають достатньо маси для синтезу елементів з атомною масою, більшою за масу водню та гелію, хоча і при все вищих температурах та тиску, що веде до значно коротшої тривалості життя таких зір.  Тиск виродженого електроного газу та енергія, створена такими реакціями ядерного синтезу, достатні для протидії силі гравітації та утримують зорю від колапсу, підтримуючи зоряну рівновагу. Зоря в ядерному синтезі утворює все важчі елементи: починаючи синтез з водню, вона утворює гелій, потім вуглець і так далі аж до утворення залізно-нікелевого ядра. Ядерний синтез нікелю та заліза вже не дає виграша в енергії, тому подальший ядерний синтез припиняється і залізно-нікелеве ядро стає інертним. Через відсутність вироблення енергії, ядро стискається, протидіючи власній вазі і зовнішньому тиску, в основному, тиском виродженого електронного газу.
Коли маса стиснутого інертного ядра перевищує межу Чандрасекара (близько 1,4 M☉), електронного виродження стає недостатньо для протидії гравітації і підтримки зоряної рівноваги. За лічені секунди відбувається катаклізмічна імплозія ядра. Без підтримки внутрішнього ядра, яке стиснулось, зовнішнє ядро падає всередину під дією сили тяжіння та досягає швидкості до 23% швидкості світла, а раптове стиснення підвищує температуру внутрішнього ядра до 100 мільярдів К.  Шляхом зворотного бета-розпаду утворюються нейтрони і нейтрино, вивільняючи до 1046 джоулів (100 foe) енергії протягом десятисекундного спалаху. Колапс внутрішнього ядра зупиняється виродженням нейтронів, що зупиняє імплозію та відкидає її назовні. Енергія такої спрямованої назовні ударної хвилі достатня для того, щоб прискорити оточуючу речовину зорі до другої космічної швидкості, утворюючи вибух наднової. Ударна хвиля та надзвичайно високі температури на короткий час дозволяють синтез елементів, важчих за залізо. Залежно від початкової маси зорі, залишок ядра утворює нейтронну зорю або чорну діру. Через такий механізм вибуху, наднові цього типу також називають надновими з колапсом ядра.
Існують декілька підтипів наднових типу II, які класифікують за виглядом кривої блиску — графіка залежності світності від часу. Так, наднові типу II-L демонструють стабільне (лінійне) зниження яскравості після вибуху, а наднові типу II-P мають на кривій період повільнішого зниження (плато) яскравості, після чого йде лінійне зниження. Наднові типу Ib та Ic є також типом наднових колапсу ядра, але для масивних зір, які скинули зовнішні оболонки з водню та (для типу Ic) гелію, в результаті в їх спектрі ці елементи відсутні.

## Утворення

Схожа на цибулину структура оболонок розвинутої масивної зорі (масштаб не витриманий).

Зорі, набагато масивніші за Сонце, мають складну еволюцію. Спочатку в ядрі зорі відбувається перетворення водню на гелій, що вивільняє теплову енергію, яка нагріває ядро зорі та створює тиск, що утримує шари зорі в гідростатичній рівновазі. Утворений гелій накопичується в ядрі. Температуря в ядрі ще недостатньо висока, щоб викликати його термоядерне злиття. Поступово, у міру вичерпання водню в ядрі, воднева термоядерна реакція уповільнюється, і гравітація спричиняє стиснення ядра. Це збільшує температуру та густину в ядрі до рівня, коли там почаєтся потрійна гелієва реакція. Ця фаза триває менше 10% часу існування зорі і призводить до утворення вуглецю і кисню. 
У зорях із масами менше 8 мас Сонця, подальших термоядерних реакцій не відбувається, зоря втрачає оболонку, а її ядро перетворюється на білий карлик, який повільно охолоджується. Якщо білий карлик з часом отримує більшу масу (наприклад, в результаті перетікання речовини в тісній подвійній системі), він може перетворитись на наднову типу Ia.
Якщо маса зорі більша 8 M☉, то стискання ядра, яке відбувається наприкінці фази горіння гелію, створює достатні температуру та тиск, щоб запустити термоядерні реакції за участі вуглецю. У міру еволюції масивної зорі, вона проходить кілька стадій, коли термоядерні реакції в ядрі припиняються і воно стискається, доки тиск та температура стають достатніми для початку наступної стадії термоядерного горіння. Ядра таких зір стають розшарованими як цибулина — зовнішня газова оболонка з водню, потім шар, де водень перетворюється на гелій, потім шар, де гелій перетворюється на вуглець, і далі вглиб шари термоядерних реакцій утворення все важчих елементів.
| Процес                 | Основне паливо | Основний продукт                | Зоря масою 25 M☉[5] | Зоря масою 25 M☉[5] | Зоря масою 25 M☉[5] |
| Процес                 | Основне паливо | Основний продукт                | Температура (К)     | Щільність (г/см3)   | Тривалість          |
| ---------------------- | -------------- | ------------------------------- | ------------------- | ------------------- | ------------------- |
| Горіння водню          | Водень         | Гелій                           | 7×107               | 10                  | 107 років           |
| Потрійна альфа-реакція | Гелій          | Вуглець, Кисень                 | 2×108               | 2000                | 106 років           |
| Ядерне горіння вуглецю | Вуглець        | Неон, Натрій, Магній, Алюміній  | 8×108               | 106                 | 103 років           |
| Ядерне горіння неону   | Неон           | Кисень, Магній                  | 1,6×109             | 107                 | 3 років             |
| Ядерне горіння кисню   | Кисень         | Кремній, Сірка, Аргон, Кальцій  | 1,8×109             | 107                 | 0,3 років           |
| Ядерне горіння кремнію | Кремній        | Нікель (розкладається у залізо) | 2,5×109             | 108                 | 5 днів              |

### Колапс ядра
Фактором, який обмежує зазначений цикл «ядерний синтез — зупинка — стискання — розігрів — перехід до синтезу важчого елементу» в ядрі зорі, є кількість енергії, яка вивільняється в ядерному синтезі, — вона залежить від енергії зв'язку ядер елементів. Кожна наступна стадія ядерного синтезу створює важчі ядра, які вивільняють все менше енергії в подальшому синтезі. Крім того, починаючи з ядерного горіння вуглецю, значними стають втрати енергії на утворення нейтрино, що веде до вищої швидкості реакції, ніж якби цього не відбувалось. Цикл триває доки не утворюється нікель-56, який протягом декількох місяців радіоактивно розпадається у кобальт-56, і далі у залізо-56. Оскільки залізо та нікель мають найвищу енергію зв'язку ядра серед усіх елементів, далі термоядерний синтез у ядрі зорі енергію виробляти не може, і починається зростання нікелево-залізного ядра зорі. Ядро зорі перебуває під величезним гравітаційним тиском, а за відсутності наступного циклу ядерного синтезу, гравітації протидіє лише тиск вироджених електронів. У такому стані матерія є настільки щільною, що подальше стискання потребує, щоб електрони займали однакові енергетичні рівні. Це однак заборонено для ферміонних частинок, таких як електрон, — це явище називається принципом виключення Паулі.
Коли маса ядра перевищує межу Чандрасекара (близько 1,4 M☉), тиск вироджених електронів більше не може протидіяти гравітації, і відбувається катастрофічний колапс. Зовнішня частина ядра досягає швидкості до 70,000 км/с (23% швидкості світла) при колапсі до центру зорі. Ядро, яке швидко стискається, нагрівається і виробляє високоенергетичні гамма-промені, які розкладають ядро атома заліза на ядра гелію та вільні нейтрони (фотодезінтеграція). Густина ядра зростає, і для електронів та протонів стає енергетично доцільним злитися шляхом зворотнього бета-розпаду, з утворенням нейтронів та нейтрино. Оскільки нейтрино слабко взаємодіють з нормальною речовиною, вони можуть вийти з ядра зорі, уносячи з собою енергію і пришвидшуючи колапс, який триває протягом кількох мілісекунд. Ядро відділяється від зовнішніх шарів зорі, а деякі нейтрино поглинаються цими зовнішніми шарами, що запускає вибух наднової.
У випадку наднових типу II, колапс врешті-решт зупиняється за рахунок нейтрон-нейтронного відштовхування на малих відстанях, з урахуванням сильної взаємодії, а також тиску виродження нейтронів за густини порядку густини атомного ядра. Коли колапс зупиняється, речовина, яка падала всередину, починає рухатись назовні, створюючи ударну хвилю. Енергія від цієї хвилі дисоціює важкі елементи в ядрі, і це зменшує енергію ударної хвилі та може затримати вибух в межах зовнішнього ядра.
Фаза колапсу ядра настільки щільна та енергетична, що уникнути колапсу можуть тільки нейтрино. Коли протони перетворюються на нейтрони за рахунок захоплення електронів, народжуються електронні нейтрино. У типовій надновій типу II, новонароджене нейтронне ядро має початкову температуру близько 100 мільярдів К, що у 104 разів більше температури ядра Сонця. Для народження стабільної нейтронної зорі більша частина цієї енергії має бути скинута, інакше нейтрони «википлять». Це досягається подальшим випромінюванням нейтрино. Ці 'теплові' нейтрино утворюються як пари нейтрино-антинейтрино всіх видів у кількості, що в декілька разів перевищує кількість нейтрино, утворених під час захоплення електронів. Два механізми утворення нейтрино перетворюють гравітаційну потенціальну енергію колапсу у десятисекундний спалах нейтрино, який вивільняє близько 1046 джоулів (100 foe) енергії.
В рамках процесу, який ще погано зрозумілий, близько 1044 джоулів (1 foe) енергії знову поглинаються затриманою ударною хвилею, що спричиняє вибух[a]. Нейтрино, утворені надновою, спостерігались у випадку наднової SN 1987A, що дозволило астрономам дійти висновку про правильність теорії колапсу ядра. Водні детектори нейтрино «Kamiokande II» та «IMB» зафіксували «термальні» антинейтрино, а заснований на галії-71 Баксанський інструмент зафіксував нейтрино (лептонний заряд = 1) або термального походження, або від захоплення електрону.

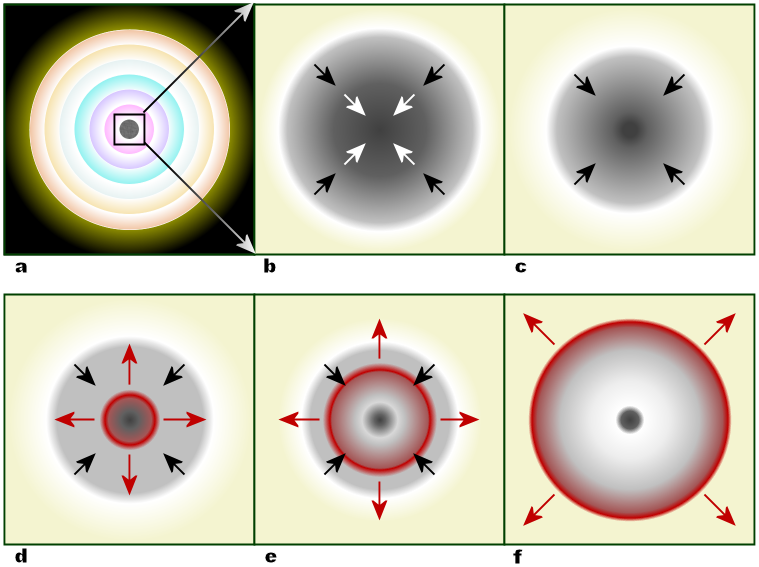
В масивній розвиненій зорі (a) ядерний синтез елементів створює шари та врешті-решт нікелево-залізне ядро, (b) яке досягає межі Чандрасекара та починає колапсувати. Внутрішня частина ядра стискається у нейтрони (c), внаслідок чого вадаючий матеріали «відскакує» (d) і формує ударний фронт, який розширюється назовні (червоний). Ударна хвиля починає зупинятись (e), але за рахунок взаємодії з нейтрино отримує додаткову енергію. Оточюучий матеріал розкидає вибухом (f), залишаючи лише дегенеративний залишок.

Коли зоря-попередник має масу меншу за приблизно 20 M☉ — в залежності від сили вибуху та кількості матеріалу, який падає назад — вироджений залишок від колапсу ядра утворює нейтронну зорю, а якщо маса була більшою, залишок колапсує у чорну діру. Теоретична межа для цього сценарію колапсу ядра становить близько 40-50 M☉. Вважається, що масивніша зоря колапсує прямо у чорну діру без вибуху наднової, хоча невизначеності у моделях колапсу наднової роблять розрахунок цієї межі непевним.

## Теоретичні моделі
Стандартна модель фізики елементарних частинок — це теорія, яка описує три з чотирьох відомих фундаментальних взаємодій між елементарними частинками, з яких створена вся матерія. Ця теорія дозволяє робити передбачення, як частинки поведуть себе у різних умовах. Енергія однієї елементарної частинки у надновій як правило складає від 1 до 150 пікоджоулів (від десятків до сотень MeV) , тобто є досить малою, щоб прогнози на підставі Стандартної моделі фізики елементарних частинок були в основі правильні. Однак висока щільність ймовірно вимагатиме коригування Стандартної моделі. Зокрема, розташовані на Землі прискорювачі заряджений частинок можуть створювати взаємодію частинок зі значно більшою енергією, ніж у наднових, однак в цих експериментах окремі частинки взаємодіють з окремими частинками, а у високій щільності всередині наднових можуть виникати несподівані нові результати: взаємодія між нейтрино та іншими частинками у наднових відбувається в межах слабкої взаємодії, яка вважається добре зрозумілою, а от взаємодія між протонами та нейтронами включає сильну взаємодію, яка вивчена значно гірше.
Головна невирішена проблема у розумінні наднових типу II — відсутність розуміння того, як потік нейтрино передає свою енергію решті зорі, що спричиняє ударну хвилю, яка веде до вибуху. Як наведено вище, для вибуху потрібно передати лише 1% енергії, однак виявилось дуже важко пояснити, як відбувається передача цього 1% енергії, навіть незважаючи на те, що взаємодія залучених у передачу частинок вважається добре зрозумілою. У 1990-ті роки, одна з моделей цього включала конвективний переворот, який припускає, що нейтрино знизу, або матерія, яка падає згори, завершує процес знищення зорі-попередника. Під час цього вибуху важчі за залізо елементи формуються захватом нейтронів, а під тиском нейтрино, які тиснуть на межу «нейтриносфери», у міжзоряний простір випускається газопилова хмара, яка більш багата на важкі елементи ніж матеріал зорі, з якої вона походить<.
Фізика нейтрино, яка моделюється Стандартною моделлю, є критичною для розуміння цього процесу. Іншим важливим напрямком досліджень є гідродинаміка плазми, з якої складається помираюча зірка; те, як вона поводиться під час колапсу визначає коли та як формується ударна хвиля, коли вона затримується і коли отримує додаткову енергію.
Зокрема, деякі теоретичні моделі враховують гідродинамічну нестабільність у затриманій ударній хвилі, відому як «Standing Accretion Shock Instability» (SASI). Ця нестабільність є наслідком несферичних пертурбацій, які осцилюють затриману ударну хвилю, таким чином деформуючи її. У комп'ютерних симуляціях SASI часто використовується у тандемі з теоріями нейтрино для надання додаткової енергії затриманій ударній хвилі.
Комп'ютерні моделі є досить успішними у розрахунку поведінки наднових типу II після формування ударної хвилі. Ігноруючи першу секунду вибуху та припускаючи, що вибух почався, астрофізики змогли зробити детальні передбачення про елементи, які утворюються надновою, та про очікувану криву яскравості наднової.

## Криві яскравості для наднових типів II-L та II-P

Характерні криві яскравості для наднових типу II-L та II-P

Спектр наднових типу II як правило демонструє лінії поглинання Бальмера — зменшений потік на характерних частотах, де атоми водню поглинають енергію. За наявністю цих ліній наднові типу II вирізняють від наднових типу Іа.
Коли яскравість наднової типу II розглядається у часі, графік показує характерне зростання до піку з подальшим поступовим зниженням, яке в середньому становить 0,008 абсолютних зоряних величин на день; це значно менше, ніж зниження яскравості у наднових типу Ia. Наднові типу II поділяються на два підтипи в залежності від форми кривої яскравості. Крива яскравості наднової типу II-L має поступове (лінійне)зниження після піку яскравості, а крива яскравості типу II-P при зниженні має чіткий плаский відрізок (що має назву плато), де яскравість знижується більш повільно. Чистий середній рівень зниження яскравості для наднових II-P становить 0,0075 зоряних величин на день, у порівнянні з 0,012 зоряних величин на день для типу magnitudes II-L.<
Вважається, що така різниця між кривими яскравості викликана тим, що наднова типу II-L викидає майже всю водневу оболонку зорі-попередника, а плато у наднових типу II-P викликано зміною у непрозорості зовнішнього шару. Ударна хвиля іонізує водень зовнішньої оболонки, забираючи електрон у атому, що значно збільшує непрозорість. Це не дозволяє витік протонів внутрішніх шарів вибуху. А коли водень достатньо охолоджується для рекомбінації, зовнішній шар відновлює прозорість.

## Наднові типу IIn
У наднових типу IIn, «n» означає «вузький» (англ. narrow), на позначення наявності у спектрі наднової середніх або вузьких ліній емісії водню. Лінія середньої ширини може вказувати на сильну взаємодію викинутої вибухом зоряної речовини з із гадом довкола зорі — міжзоряною речовиною.
 Однак розрахункова щільність міжзоряної речовини, яка потрібна для пояснення таких спостережень, є значно вищою, ніж очікувана при застосування стандартної теорії зоряної еволюції. Тому як правило припускають, що висока щільність міжзоряної величини спричинена за рахунок високих ступеню втрати речовини зорями-попередниками наднових типу IIn; рохрахунковий коефіцієнт втрати маси становить більше 10−3 M⊙ рік−1. Існують певні вказівки, що до вибуху такі зорі-попердники бухи схожі на яскраві блакитні змінні зі значною втратою маси. Відомими прикладами наднових типу IIn є SN 1998S та SN 2005gl; SN 2006gy, надзвичайно високоенергетична наднова, можливо буде також підтверджена надновою цього типу.

## Наднові типу IIb
Наднові типу IIb відносять до типу II, оскільки у початковому спектрі вони мають слабкі лінії водню, однак пізніше лінія емісії водню у спектрі зникає, а крива яскравості має другий пік зі спектром, що більше нагадує наднову типу Ib. Зорею-попередником цього типу наднових може бути гігант, що втратив більшість своєї водневої оболонки внаслідок взаємодії з компаньйоном у подвійній зоряній системі, а позаду лишилось переважно гелієве ядро. У міру розширення викинутої вибухом матерії, тонкий шар водню швидко стає прозорішим і відкриває глибші шари.
Класичним прикладом наднової типу IIb є Sn 1993J, ще одним — Кассіопея A. Наднові типу IIb були вперше запропоновані (як теоретична концепція) Енсманом та Вуслі у 1987 році.

## Гіпернові (колапсари)
Гіпернова зірка — це рідкісний тип наднової, значно більш яскравий та енергетичний ніж класичні наднові. Її прикладом є 1997ef (тип Ic) та 1997cy (тип IIn). Гіпернові утворюються поєднанням більш ніж однієї з подій: релятивістські струмені під час утворення чорної діри від падіння матерії на ядро нейтронної зорі, модель колапсара; взаємодія зі щільною оболонкою навколозоряної матерії, модель навколозоряної матерії; найбільша маса наднової, що вибухає внаслідок нестабільності народження електрон-позитронних пар; ймовірно інші, такі як модель подвійної та кваркової зорі.
Зоря з початковими масами бл.25-90 мас Сонця формують достатньо великі ядра, що після вибуху наднової частина матерії впаде назад на ядро нейтронної зорі та утворить чорну діру. У багатьох випадках це зменшує яскравість наднової, а вище маси 90 M☉ зоря колапсує прямо у чорну дірі без вибуху наднової. Однак, якщо зоря-попередник обертається достатньо швидко, матерія, яка падає назад на ядро, створює релятивістські струмені, які випускають більше енергії, ніж сам початковий вибух. Ці промені можна також прямо побачили, якщо вони направлені на Землю, що створює враження ще більш яскравого об'єкту. У деяких випадках це створює гамма-сплески, хоча не всі гамма-сплески походять від вибуху наднових.
У деяких випадках наднова типу II утворюється, коли зоря оточена дуже щільною хмарою матерії, швидше за все скинутою під час спалахів яскравих блакитних змінних. Ця матерія під час вибуху наднової зазнає впливу ударної хвилі та стає більш яскравою, ніж класична наднова. Ймовірно для таких наднових типу IIn є шкала яскравості і лише найяскравіші можна класифікувати як гіпернові.
Наднова, що вибухає внаслідок нестабільності народження електрон-позитронних пар, утворюється, коли кисневе ядро дуже масивної зорі стає достатньо гарячим, щоб гамма-промені спонтанно породжували електрон-позитронні пари. У такому випадку ядро колапсує, але там де колапс залізного ядра спричиняє ендотермічний синтез більш важких елементів, колапс кисневого ядра утворює неконтрольований екзотермічний синтез, який повністю руйнує зорю. Загальна кількість випущеної енергії залежить від початкової маси зорі, значна частина ядра перетворюється у Ni-56 та викидається, що годує наднову багато місяців. У нижчому діапазоні таких зір, зорі з масою бл.140 M☉ утворюють довготривалі наднові, але в іншому класичні, а от на найвищому кінці, зорі з масою бл. 250 M☉ породжують наднові дуже яскраві та дуже довготривалі — гіпернові. Ще більш масивні зорі знищуються фотодизинтеграцією. Цієї стадії досягти можуть лише зорі III популяції з дуже низькою металічністю. Зорі з більш важкими елементами є більш непрозорими та скидають свої зовнішні оболонки доки їх маса не зменшитьс ядостатньо, щоб вибухнути як звичайні наднові типу Ib/c. Вважається, що навіть у нашій Галактиці, злиття старих зір з низькою металічністю може сформувати достатньо масивні зорі, які можуть вибухнути як наднова, що вибухає внаслідок нестабільності народження електрон-позитронних пар.